# Doppelbock (Rockband)
Doppelbock ist eine 2014 gegründete deutsche Rock-Band mit Folk-Einflüssen aus dem hessischen Ort Gründau.

## Bandgeschichte
Im Jahre 2014 wurde die Band von den Brüdern Bruno und Klaus Kalkowski, Marco Czerny und Johannes Köcher gegründet.
Nach zwei Jahren mit reinen Covern nahm die Band 2016 zum ersten Mal im Studio „Analoghaus“ in Karben ihre erste EP Von Gott geschickt – Vom Teufel getrieben auf. Dabei entstanden Lieder, wie Alles für den Bock, die bis heute zum Live-Repertoire der Band gehören. Zwei Jahre und einige regionale Liveauftritte später wurde im Studio „Marburg Records“ die zweite EP 7 dreiste Geschichten aufgenommen. Während die erste EP mehr Elemente aus dem Folk beinhaltete, wurde die zweiten EP rocklastiger.
2019 verließ Johannes Köcher die Band aus persönlichen Gründen, sein Platz wurde von Tom Wegmann eingenommen.
Einen weiteren, ersten Erfolg konnte die Band beim Deutschen Rock & Pop Preis in der Kategorie „Bester Rocksänger“ mit dem ersten Platz erzielen. Neben dem neuen Management wurde auch eine Zusammenarbeit mit dem Verlag Enorm Records begonnen, bei dem auch Bands, wie Kärbholz und The O’Reillys and the Paddyhats unter Vertrag sind.
2021 wurde der erste Plattenvertrag beim Label „Metalville“ unterschrieben. und das Debütalbum So schön veröffentlicht.
In diesem Zuge wurden für die neusten Veröffentlichungen auch das Studio gewechselt. Doppelbock recorded seitdem alle Songs bei Jörg Umbreit in den Principal Studios, die sich mit Produktionen für InExtremo oder den Broilers bereits deutschlandweit einen Namen gemacht haben.
Ebenfalls im Jahr 2023 traten zwei weitere Musiker der Gruppe bei. Daniel Schäfer übernahm den Bass, damit Tom Wegmann sich fortan vollständig auf die Mandoline, sowie die akustische Gitarre konzentrieren kann. Außerdem wurde Benjamin Bilo, in seiner Rolle als „Barkeeper auf der Bühne“ fest integriert. Musikalisch agiert er als Backing-Vocals Sänger, wobei sein Auftreten mit einer eigenen Theke seitdem das Live-Bild der Gruppe prägen.

## Musikstil
Der Musikstil ist inspiriert von Bands wie Dropkick Murphys, Airbourne und Johnny Cash. Neben den typischen Instrumenten einer Rockband wie Schlagzeug, Gitarre und Bass erweitert ein Akkordeon, sowie die Mandoline den musikalischen Bereich.
Vom Gesang her erinnert die Gruppe an Bands wie die Toten Hosen oder 4 Promille, was auch an der Kombination härterer Rockmusik mit deutschem Gesang liegen kann.

## Diskografie
- 2016: Von Gott geschickt – Vom Teufel getrieben (EP)
- 2018: 7 dreiste Geschichten (EP)
- 2021: So schön (Album, Metalville/Rough Trade)